# Siouville-Hague

Siouville-Hague este o comună în departamentul Manche, Franța. În 1 ianuarie 2022 avea o populație de 936 de locuitori.